# Sophia Báthory

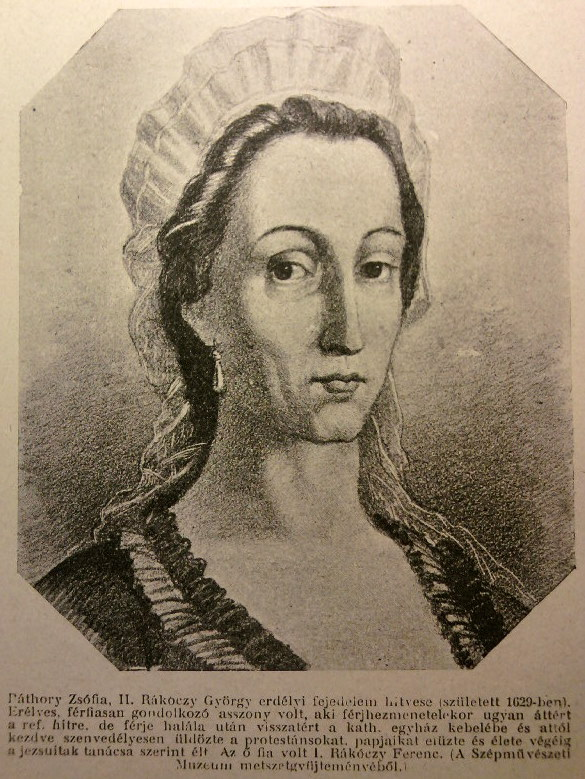
Sophia Báthory

Sophia Báthory de Somlyó (* 1629; † 14. Juni 1680 auf der Plankenburg bei Munkatsch) war die Ehefrau von Georg II. Rákóczi, dem Fürsten von Siebenbürgen.

## Lebenslauf
Sophia wurde als zweite Tochter des Andreas Báthory (* 1597; † 1637) – des letzten männlichen Erben des Geschlechtes – und dessen Ehefrau, der polnischen Adeligen Anna Zakreszka (*~1600; † 1658), in Schomlenmarkt (ung. Somlyó) geboren. Sie war die Nichte des Fürsten von Siebenbürgen Gabriel Báthory und einer ihrer Großonkel Stephan Báthory war König von Polen. Aufgewachsen ist Sophia in Polen, über ihre Kindheit ist nur wenig bekannt.
Am 3. Februar 1643 heiratete Sophia im siebenbürgischen Weißenburg (Alba Iulia) in dritter Ehe Georg II. Rákóczi, den sie vermutlich in Schomlenmarkt kennen gelernt hatte. Auf ausdrücklichen Wunsch ihrer Schwiegereltern (Georg I. Rákóczi und Susanna Lorántffy) wurde sie, die überzeugte Katholikin, gezwungen zum evangelisch-reformierten Glauben (Calvinismus) zu konvertieren. Diese Tatsache erfuhr sie erst kurz vor ihrer Hochzeit. Die Trauungszeremonie wurde von dem evangelisch-reformierten Bischof von Siebenbürgen István Gelej Katona (* 1589; † 1649) vollzogen. Bereits während dieser Zeremonie gab es einen Zwischenfall. Auf die Frage des Bischofs, ob sie den hier anwesenden Georg II. Rákoczi ‚zum Mann nehmen‘ möchte, gab Sophie vorerst keine Antwort. Erst auf Zureden ihrer Mutter Anna Zakreszka gab Sophie ihr Ja-Wort. Im Herzen blieb sie dennoch zeitlebens dem Katholizismus treu und verbunden. Entsprechend schlecht war deshalb auch ihr Verhältnis zu ihren Schwiegereltern, die nicht nur überzeugte Evangelische waren, sondern den Protestantismus in Siebenbürgen tatkräftig förderten.
Aus der Ehe mit Georg II. ging nur der Sohn Franz I. Rákoczi hervor, welcher zeitlebens von seiner Mutter dominiert wurde.
Nach dem Tod ihres Mannes am 7. Juni 1660 verließ Sophia Siebenbürgen und zog sich auf ihre Güter in Ungarn zurück. Sie legte öffentlich ihren protestantischen Glauben ab und trat – gemeinsam mit ihrem fünfzehnjährigen Sohn – der katholischen Kirche erneut bei. Sophia entwickelte sich zu einer erklärten Feindin der Protestanten (ob sie das aus Rache an ihrer verhassten Schwiegermutter tat, ist nicht belegt), verfolgte protestantische Familien und schickte evangelische Prediger in die Verbannung. Zu diesem Zwecke hielt sie an ihrem Hof fünf Jesuiten, die die Verfolgung der Protestanten vorantreiben sollten. Öffentlich stellte sie sich an die Seite Kaiser Leopolds I.
Dem ‚Reformierten Kollegium von Sárospatak‘, Lieblingsprojekt und Herzensangelegenheit ihrer Schwiegermutter Susanna Lorántffy, strich sie die zugesagten Subventionen und Unterstützungen. Ab 1662 wurde die Teilnahme an katholischen Messen und Zeremonien in Sárospatak wieder zur Pflicht erklärt. Am 13. April 1668 wurde hier, durch ihre Initiative, ein Jesuiten-Kollegium eingeweiht.
Unter dem Einfluss seiner Ehefrau Helene Zrínyi beteiligte sich Sophias Sohn Franz I. Rákóczi im Jahr 1666 an der missglückten Magnatenverschwörung gegen das Haus Habsburg („Wesselényi'sche Magnatenverschwörung“). Ungarische Hochadelige waren mit dem Friedensschluss zwischen Kaiser Leopold I. und dem osmanischen Sultan nach der siegreichen Schlacht von Mogersdorf (ung. Szentgotthárdi csata) am 1. August 1664 unzufrieden gewesen, da den Türken trotz ihrer Niederlage weite Teile Ungarns und Kroatiens überlassen worden waren. Die Verschwörung scheiterte und deren Anführer wurden hingerichtet. Franz I., der letztlich auch zum Kreis dieser Anführer gehörte, blieb dieses schreckliche Schicksal erspart. Seine Mutter Sophia konnte dank ihrer guten Kontakte zu den Jesuiten sein Leben retten. Wie aus einem Übereinkommen mit Kaiser Leopold I. vom 21. Februar 1671 hervorgeht, zahlte sie ein sagenhaftes Lösegeld von 400 000 (!) Goldgulden an das Kaiserhaus. Franz I. musste seiner Mutter versprechen, nicht mehr zu politisieren; er zog sich daraufhin auf seine Burg Zborov (ung. Zboró, auch „Makovica“ genannt) in der heutigen Ostslowakei zurück, wo er 1676 starb.
Nach dem Tod ihres einzigen Sohnes verschlechterte sich das ohnehin nicht gute Verhältnis zu ihrer Schwiegertochter Ilona Zrinyi weiter. Als Sophia erfuhr, dass Ilona mit dem evangelischen Grafen Emmerich Thököly eine zweite Ehe einzugehen gedachte, versuchte sie diese mit allen Mitteln und Intrigen zu verhindern. Sophia versuchte die kaiserliche Genehmigung zur Heirat (die damals in solchen Fällen erforderlich war) hinauszuzögern. Letztlich ist ihr das auch gelungen, da Ilona Zrinyi erst nach Sophias Tod Thököly heiraten durfte.
Im Alter zog sich Sophia auf ihre Plankenburg bei Munkatsch zurück, wo sie gänzlich unter den Einfluss des Jesuitenpaters Imre Kiss (auch Kis) und dessen ständiger Begleiterin, einer aus Polen stammenden zwielichtigen Nonne namens „Hedwiga“, geriet. Durch Kiss’ Einfluss vermachte Sophia große Teile des Familienvermögens testamentarisch den Jesuitenorden. Durch Sophias Wirken wurden die Rákóczis, die bis dahin überzeugte Protestanten waren, in den späteren Generationen katholisch.
Sophia starb am 14. Juni 1680 auf der Plankenburg und wurde in der Jesuitenkirche in Kaschau bestattet.

## Literarische Verarbeitungen
Die Thematik wurde in der ungarischen Literatur mehrfach wahrheitsgemäß aufgearbeitet.
Die Schriftstellerin Szentmihályné Szabó Mária (* 1888; † 1982) schrieb darüber eine Trilogie:
- Lórántffy Zsuzsanna (1938)
- Örök társak (1938)
- Zrínyi Ilona (1939)

Zsófia Dénes (* 1885; † 1987) schrieb den biographischen Roman Zrínyi Ilona (1959) und der ungarische Schriftsteller László Passuth (* 1900; † 1979) würdigte diese Zeit in seinem Buch Sasnak körme közöt (1956).